# 朝日新聞東京本社
朝日新聞東京本社（あさひしんぶんとうきょうほんしゃ）は、関東・東北・甲信越および静岡県において朝日新聞を印刷・発行する朝日新聞社の地域拠点組織である。東京朝日新聞を前身とする。

## 概要
朝日新聞社は大阪発祥の企業であり、現在も登記上の本店は大阪本社に置かれているが、経理・運営など社内全般の事業に関しては東京本社で行っている。東京を中心とする首都圏では横浜発祥の企業である読売新聞に次いで購読者が多い。
東京本社版の題字の字模様は前身の東京朝日新聞からの名残で「桜木」を用いている。
東京本社では、東京本社発行版の他に名古屋本社と北海道支社で発行する朝日新聞の紙面制作を一括して行っている。
セット版（夕刊あり）の地域は関東1都4県（栃木県・群馬県除く）と静岡県で、北関東（茨城県除く）と東北・甲信越地域向け紙版は朝刊（統合版）のみ。ただし、電子版有料会員は夕刊を閲覧できるようになっている。栃木県、群馬県の夕刊発行は部数の低迷やライフスタイルの変化などから、2019年3月30日付で休止（事実上の廃止）され、紙版の朝夕刊セットは南関東を中心としたエリアに絞られた。
富山県向けの紙面については、1989年8月までは、他の北陸地方と同じく大阪本社で編集・発行したが、読者に対する調査で「東京志向が強い」として、同9月からは東京管轄となり、9月1日には社告と特集が掲載された。東京本社で編集・発行していた当時、同県向けの印刷は名古屋本社で行われ、そこからトラック輸送で同県内の販売店に運ばれた。しかし、合理化の一環で2011年4月1日から、金沢市の中日新聞北陸本社（北陸中日新聞発行元）幸工場で印刷されることが決まり、22年半ぶりに大阪管轄となった。
また、静岡県の天竜川から西の地域は朝日新聞名古屋本社管轄で紙面内容が一部異なっていたが、現在は全県で東京本社管轄に統一された。ただし、現在もこれらの地域の新聞は北名古屋市の朝日プリンテック名古屋工場で製作・発行されている。

## 沿革

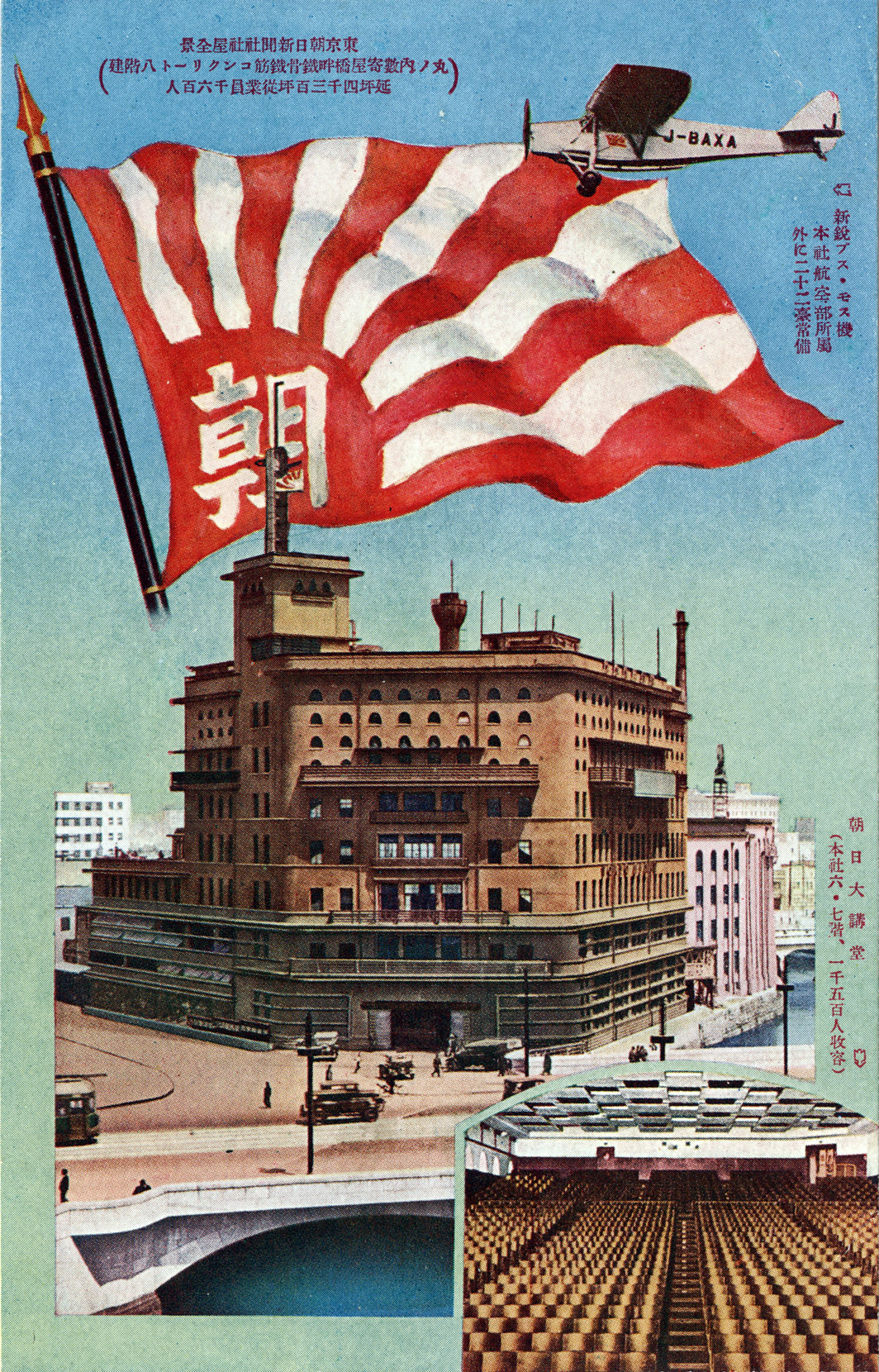
戦前の朝日新聞東京本社
（東京・有楽町）

- 1888年（明治21年）7月10日 - 朝日新聞社が東京の『めさまし新聞』を買収して『東京朝日新聞』を創刊し、新たな発行拠点として「東京本社」を設立。
- 1895年（明治28年）10月 - 東京本社を村山合名東京朝日新聞会社に改組。
- 1908年（明治41年）10月1日 - 大阪および東京の新聞社が合併し、朝日新聞合資会社に改組。
- 1919年（大正8年）7月31日 - 株式会社朝日新聞社に改組されるが[PR 1]、登記上の本店は大阪本社に残された[PR 2]。
- 1923年（大正12年）1月11日 - 東京・大阪間に定期航空路（貨物輸送）を就航[PR 3]。
- 1927年（昭和2年）3月20日 - 東京本社の新社屋が有楽町（現在の有楽町マリオン敷地内）に移転。
- 1936年（昭和11年）2月26日 - 2･26事件で反乱軍が東京本社の社屋を襲撃。
- 1942年（昭和17年） - ゾルゲ事件で東京本社政治経済部長の田中慎次郎（3月15日）、同部員の磯野清（4月28日）が検挙。
- 1945年（昭和20年）
  - 5月25日 - 有楽町の本社ビル、第三次東京大空襲の被害を免れる。
  - 5月27日 - 毎日新聞、讀賣報知（現・読売新聞）、日本産業経済（現・日本経済新聞東京本社版）、東京新聞と合同で共同新聞を発行。朝日東京本社がその印刷にあたる。
  - 5月28日 - 京橋区銀座の本社が焼失した読売新聞社から讀賣報知の印刷を受託する。
  - 9月18日 - GHQから2日間の発行停止を命じられる。理由は9月15日から17日までの記事の内容にGHQの指令に違反する内容が含まれていたため[PR 4]。
- 1959年（昭和34年）6月1日 - 「北海道支社」が設立され、東京本社の管轄下に置かれる。
- 1961年（昭和36年）5月1日 - 東京本社で伝書鳩廃止[PR 5]。
- 1980年（昭和55年）4月23日 - 東京本社の社屋が東京都中央区築地に新築移転。鉛活字を使わない電算写植新聞制作システム『ネルソン』導入。
- 1987年（昭和62年）1月24日 - 朝日新聞東京本社襲撃事件（赤報隊事件）
- 1988年（昭和63年）7月10日 - 東京本社創刊100周年。
- 1989年（平成元年）9月 - 輸送上の問題により、富山県の管轄が大阪本社から東京本社に変更される。
- 1992年（平成4年）5月 - 東京本社（現:本館）隣接地に東京本社新館が竣工。建物内の浜離宮朝日ホールが開業。
- 1993年（平成5年）10月20日 - 東京本社社長応接室内で野村秋介が拳銃自殺。
- 1994年（平成6年）4月1日 - 東京本社拳銃発砲人質立てこもり事件。
- 2010年（平成22年）4月1日 - 東京本社編集局が「報道局」と「編成局」の2つに再編される。
- 2011年（平成23年）4月1日 - 富山県の管轄が21年半ぶりに大阪本社へ戻される。中日新聞社との協定による、石川県金沢市の北陸中日新聞幸工場で石川・富山向け新聞の受託印刷開始に伴うもの。
- 2016年（平成28年）3月31日 - この日を以て山梨県に於いての夕刊の発行を終了。
- 2019年（平成31年）3月30日 - この日を以て栃木県と群馬県に於いての夕刊の発行を終了。
- 2024年（令和6年）9月30日 - この日を以て静岡県に於いての夕刊の発行を終了[3]。

## 組織
東京本社
- 〒104-8011 東京都中央区築地五丁目3番2号

東京総局
- 東京都千代田区内幸町2-2-1 日本プレスセンタービル3階

対象エリア
- 東北地方、関東地方、甲信越地方、静岡県

社員数
- 男： 3,348人
- 女： 840人
- 合計： 4,188人

総局
- 青森、盛岡、仙台、秋田、山形、福島、水戸、宇都宮、前橋、さいたま、千葉、東京、横浜、新潟、長野、甲府、静岡

支局
※ 主要地域のみ記載。
- 八戸、弘前、一関、石巻、横手、大館、酒田、米沢、郡山、いわき、会津若松、土浦、つくば、足利、高崎、川口、所沢、北埼玉、東埼玉、西埼玉、京葉、柏、東京東部、立川、武蔵野、川崎、田園都市、湘南、厚木、相模原、小田原、横須賀、鎌倉、平塚、長岡、上越、松本、上田、諏訪、飯田、富士吉田、浜松、沼津

印刷工場
- 東京都中央区（朝日プリンテック築地工場＝朝日新聞東京本社ビル内、日刊スポーツPRESS本社工場＝日刊スポーツ新聞社内）
- 東京都北区（日刊スポーツPRESS王子工場）
- 東京都日野市（トッパンメディアプリンテック東京日野工場）
- 神奈川県川崎市中原区（朝日プリンテック川崎工場）
- 神奈川県座間市（トッパンメディアプリンテック東京座間工場）
- 千葉県船橋市（朝日プリンテック船橋工場）
- 長野県塩尻市（信濃毎日新聞塩尻製作センター）
- 茨城県かすみがうら市（日経首都圏印刷茨城工場）
- 宮城県仙台市泉区（河北新報社印刷センター）
- 青森県青森市（東奥日報印刷センター）
- 新潟県新潟市西区（新潟日報社印刷センター）
- 愛知県北名古屋市（朝日プリンテック名古屋工場）=静岡県（西部）向け朝夕刊を印刷

（2025年6月現在）

## 地域版

### 関東地方
東京都
- 東京山の手 - 東京23区中18区で配布。以前は「東京」版と呼ばれ、さらに同じ題字で「東京都心」「東京南部」「東京西部」「東京北部」と細分化されていた。
- 東京川の手 - 東京総局とは別に墨田区に置かれた東部支局が担当。墨田区、江東区、葛飾区、江戸川区、足立区限定で配布。以前は「東京【東部】」と呼ばれていた。
- むさしの - 武蔵野支局が担当。武蔵野市・三鷹市・西東京市限定で配布
- 多摩 - 以前は立川支局が担当する「多摩・北」と、主に武蔵野支局が担当する「多摩・南」に分かれていた。

神奈川県
- 横浜
- 川崎 - 川崎支局が担当。川崎市川崎区・幸区・中原区限定で配布
- 田園都市 - 田園都市支局が担当。横浜市青葉区・都筑区・緑区、川崎市高津区・宮前区・多摩区・麻生区限定で配布
- さがみ野 - 相模原支局・厚木支局が担当。相模原市・座間市・大和市・海老名市・綾瀬市・厚木市限定で配布
- 湘南

千葉県
- ちば首都圏 - 千葉総局・京葉支局・柏支局・成田支局が担当。千葉市、成田市以西の北総東葛地域および香取市・銚子市・旭市・匝瑳市・東庄町・神崎町・多古町・横芝光町で配布
- ちば房総 - 千葉総局が担当。市原市・山武市以南で配布

埼玉県
- 埼玉東
- 埼玉西

茨城県
- 茨城
- 首都圏

その他の県
- 栃木
- 群馬

### 東北地方
山形県
- 山形
- 庄内

その他の県
- 青森
- 岩手
- 宮城
- 秋田
- 福島

### 甲信越・静岡地方
新潟県
- 上越
- 中越

長野県
- 北信
- 中南信

静岡県
- 静岡 - 2019年3月31日までは、沼津支局が担当する東部向けの「伊豆岳南」と、浜松支局が担当する西部向けの「遠州」もあったが、4月1日より「静岡」に統一された。

その他の県
- 山梨

## 番組表

### 最終面
首都圏、北関東地方で発行されている版については、2009年3月29日まではアナログ放送のチャンネル順だったが、同3月30日からデジタル放送のリモコンキーID順に変更された。
一方で、山梨県を除く東北、信越及び静岡県のテレビ欄はデジタル放送移行後も、ANN系列の放送局（青森朝日放送・岩手朝日テレビ・東日本放送・秋田朝日放送・山形テレビ・福島放送・新潟テレビ21、長野朝日放送・静岡朝日テレビ）をNHKの隣に最優先して配置している。

NHK Eテレのデジタルサブチャンネル編成はEテレの番組表末尾の掲載されている（各版共通）。
首都圏（東京都・神奈川県・千葉県・埼玉県）版、栃木県・群馬県版、茨城県版（朝日新聞国際衛星版もこの地域で発行されている内容をそのまま収録している）
静岡県伊豆地方（熱海市・伊東市のみ）でも首都圏版と同じ内容を掲載していたが、2018年10月1日より、静岡（遠・静）版に統一された。（2019年4月1日より「遠」の冠が外れる）
- フルサイズ - NHK総合、NHK Eテレ、日本テレビ、テレビ朝日、TBSテレビ、テレ東、フジテレビ

※茨城県版については、NHKテレビの欄にローカル枠（水戸局）の記載がある。一方で、栃木県・群馬県版にはローカル枠の記載は無い。
秋田版
- フルサイズ - NHKテレビ、NHK Eテレ、秋田朝日放送、秋田テレビ、秋田放送、IBCテレビ
- ハーフサイズ - 青森朝日放送、青森テレビ
- クォーターサイズ（地上波） - 岩手めんこいテレビ

宮城版
- フルサイズ - NHK総合、NHK Eテレ、東日本放送、ミヤギテレビ、tbcテレビ、仙台放送
- ハーフサイズ - 岩手朝日テレビ、福島放送
- クォーターサイズ（地上波） - 岩手めんこいテレビ

福島版
- フルサイズ - NHK総合、NHK Eテレ、福島放送、福島テレビ、福島中央テレビ、テレビユー福島
- クォーターサイズ（地上波） - 日本テレビ、テレビ朝日、TBSテレビ、フジテレビ

山梨版
- フルサイズ - NHK総合、NHK Eテレ、YBSテレビ、テレビ朝日、テレビ山梨、テレ東、フジテレビ

※在京キー局のリモコン番号に合わせる形で掲載されている。
長野版
- フルサイズ - NHK総合、NHK Eテレ、長野朝日放送、信越放送テレビ、長野放送、テレビ信州
- ハーフサイズ - テレビ朝日、テレ東

新潟版
- フルサイズ - NHK総合、NHK Eテレ、UX新潟テレビ21、テレビ新潟、新潟放送、NST、
- ハーフサイズ - 長野版と同一

静岡版
- フルサイズ - NHK総合（静岡）、NHK Eテレ、静岡朝日テレビ、SBS、テレしず、Daiichi-TV
- クォーターサイズ（地上波） - テレビ朝日、メ～テレ、テレビ愛知、テレ東

各版共通
- ハーフサイズ（BS） - NHK BS、NHK BSP4K
- クォーターサイズ（BS、CS） - BS日テレ、BS朝日、BS-TBS、BSテレ東、BSフジ、WOWOW プライム、BS11イレブン 、BS12トゥエルビ、時代劇専門チャンネル
- 極小サイズ（CS） - テレ朝チャンネル1、テレ朝チャンネル2

BS日テレ、BS朝日、BS-TBS、BSテレ東、BSフジの各局は2009年3月29日までは全部中面に載せていたが、3月30日以後最終面に移設した。2011年3月31日まではNHKハイビジョンの番組欄も掲載されていたが、4月1日以後その枠は広告枠となっている。

### 中面
ラジオの周波数については「ラジオ・テレビ」と書かれたコーナータイトル（左端）にまとめて掲載してある。なお、2009年3月から4月ぐらいは周波数の掲載が省略されていたが読者からの不評を買っていた（東京版を現地印刷する名古屋版、北海道版も同様）。
東京・神奈川（神・東京）
- ラジオ
  - ハーフサイズ - TOKYO FM、J-WAVE、FMヨコハマ、TBSラジオ、文化、ニッポン、ラジオ日本、NACK5
  - クォーターサイズ - interfm、BAYFM
- テレビ
  - ハーフサイズ - tvk、TOKYO MX
  - クォーターサイズ（地上波） - テレ玉、チバテレ
  - 極小サイズ - CNNj

埼玉（埼）
- ラジオ
  - ハーフサイズ - NACK5、TBSラジオ、文化、ニッポン、ラジオ日本、TOKYO FM
  - クォーターサイズ - J-WAVE、FMヨコハマ、interfm、BAYFM、RADIO BERRY、FM GUNMA
- テレビ
  - ハーフサイズ - テレ玉
  - クォーターサイズ（地上波） - TOKYO MX（1のみ。2は「TOKYO MX2は終日別番組を放送」と表記あり）、チバテレ、tvk、群馬テレビ

千葉（千）
- ラジオ
  - ハーフサイズ - Bay FM、TBSラジオ、文化、ニッポン、ラジオ日本、J-WAVE、TOKYO FM、NACK5、FMヨコハマ
  - クォーターサイズ - 、interfm
- テレビ
  - ハーフサイズ - チバテレ、TOKYO MX
  - クォーターサイズ（地上波） - テレ玉、tvk

茨城・栃木・群馬（茨・栃・群）
- ラジオ
  - ハーフサイズ - LuckyFM、TBSラジオ、文化、ニッポン、栃木放送
  - クォーターサイズ - TOKYO FM、RADIO BERRY、FM GUNMA、J-WAVE、BAYFM、NACK5、ラジオ日本
- テレビ
  - ハーフサイズ - とちぎテレビ、群馬テレビ
  - クォーターサイズ（地上波） - チバテレ、TOKYO MX（1のみ。2は「TOKYO MX2は終日別番組を放送」と表記あり）、テレ玉、tvk

秋田版
- ラジオ
  - ハーフサイズ - FM秋田、FM岩手、秋田放送、IBCラジオ、青森放送、山形放送、FM山形、FM青森
- テレビ
  - ハーフサイズ -青森放送テレビ、山形放送テレビ、山形テレビ、岩手朝日テレビ
  - クォーターサイズ（地上波） - テレビユー山形、テレビ岩手

宮城版
- ラジオ
  - ハーフサイズ - DateFM、FM山形、FM岩手、tbcラジオ、山形放送、IBCラジオ、秋田放送、ラジオ福島
- テレビ
  - ハーフサイズ - IBCテレビ、福島テレビ、福島中央テレビ、山形放送テレビ
  - クォーターサイズ（地上波） - 山形テレビ、テレビユー山形

福島版
- ラジオ
  - ハーフサイズ - ふくしまFM、ラジオ福島、tbcラジオ、山形放送、LuckyFM、栃木放送
  - クォーターサイズ - FM山形、TOKYO FM、TBSラジオ、文化、ニッポン
- テレビ
  - クォーターサイズ（地上波） - tbcテレビ、ミヤギテレビ、東日本放送、仙台放送、テレ東

山梨版
- ラジオ
  - ハーフサイズ - YBSラジオ、FM-FUJI、TOKYO FM、J-WAVE、TBSラジオ、文化、ニッポン、K-MIX、信越放送
  - クォーターサイズ - ラジオ日本、SBSラジオ
- テレビ
  - ハーフサイズ - 日本テレビ、TBSテレビ
  - クォーターサイズ（地上波） - tvk、TOKYO MX（1のみ。2は「TOKYO MX2は終日別番組を放送」と表記あり）

長野版
- ラジオ
  - ハーフサイズ - FM長野、FM-FUJI、信越放送、TOKYO FM、CBCラジオ、TOKAI RADIO、新潟放送、FM新潟、K-MIX
  - クォーターサイズ - YBSラジオ、TBSラジオ、文化、ニッポン
- テレビ
  - ハーフサイズ（地上波） - 日本テレビ、TBSテレビ、フジテレビ

新潟版
- ラジオ
  - ハーフサイズ - 新潟放送、FM新潟、山形放送、FM山形、信越放送、FM長野、TOKYO FM
  - クォーターサイズ - FM GUNMA、TBSラジオ、文化、ニッポン、ラジオ日本
- テレビ
  - ハーフサイズ（地上波） - 長野版と同一

静岡版
- ラジオ
  - ハーフサイズ - SBSラジオ、TBSラジオ、文化、ニッポン、K-MIX、FM AICHI、ZIP-FM、FM-FUJI、FMヨコハマ
  - クォーターサイズ - CBCラジオ、TOKAI RADIO、J-WAVE
- テレビ
  - クォーターサイズ（地上波）- 日本テレビ、TBSテレビ、フジテレビ、tvk

各版共通
- ラジオ
  - フルサイズ - NHKラジオ第1、NHKラジオ第2、NHK・FM
  - クォーターサイズ - ラジオNIKKEI
- テレビ
  - クォーターサイズ（BS） - NHK BS8K、放送大学テレビ（231・232）・放送大学ラジオ
  - 極小サイズ（BS、CS） - WOWOW ライブ、WOWOW シネマ、BS10、BS10スターチャンネル、BSアニマックス、J SPORTS 1、J SPORTS 2、J SPORTS 3、J SPORTS 4、WOWOW プラス、BS日本映画専門、ディズニーチャンネル、BSよしもと、スカイA

### 夕刊
関東版
- 最終面
  - フルサイズ - NHK総合、NHK Eテレ、日本テレビ、テレビ朝日、TBSテレビ、テレ東、フジテレビ
  - 2/3サイズ - NHK BS、NHK BSP4K
  - クォーターサイズ - WOWOWプライム
- 中面（ラジオ）
  - ハーフサイズ - NHK第1（東京）、NHK第2、NHK・FM（東京）、TOKYO FM、J-WAVE、FMヨコハマ、BAYFM、NACK5
  - クォーターサイズ - TBSラジオ、文化、ニッポン、ラジオ日本、LuckyFM、interfm、FM・FUJI、ラジオNIKKEI
- 中面（テレビ）
  - クォーターサイズ（地上波、BS） - TOKYO MX、tvk、チバテレ、テレ玉、放送大学テレビ・ラジオ（放送大学は他より大きめ）
  - 極小サイズ（地上波） - 群馬テレビ、とちぎテレビ
  - 極小サイズ（BS） - BS日テレ、BS朝日、BS-TBS、BSテレ東、BSフジ、WOWOWライブ、WOWOW シネマ、スターチャンネル、BS11 イレブン、BS12 トゥエルビ、（WOWOWは他より小さめ）
  - 超極小サイズ（BS・CS） - テレ朝チャンネル1、 テレ朝チャンネル2、スカイA、CNNj、BBCニュース、J SPORTS1、MTV、ミュージック・エア

### 週間番組表（beテレビ）
関東版
- ハーフサイズ - NHK総合、NHK Eテレ、日本テレビ、テレビ朝日、TBSテレビ、テレ東、フジテレビ

山梨版
- ハーフサイズ - NHK総合、NHK Eテレ、YBSテレビ、テレビ朝日、テレビ山梨、テレ東、フジテレビ

長野版
- ハーフサイズ - NHK総合、NHK Eテレ、長野朝日放送、信越放送テレビ、長野放送、テレビ信州、テレ東

新潟版
- ハーフサイズ - NHK総合、NHK Eテレ、UX新潟テレビ21、テレビ新潟、新潟放送、NST、テレ東

静岡版
- ハーフサイズ - NHK総合、NHK Eテレ、静岡朝日テレビ、SBS、テレしず、Daiichi-TV、テレ東

各版共通
- ハーフサイズ - NHK BS
- クォーターサイズ - NHK BSP4K、WOWOWプライム、BS日テレ、BS朝日、BS-TBS、BSテレ東、BSフジ
- 極小サイズ - BS11 イレブン、BS12 トゥエルビ

### 備考
- 朝日新聞は日本で初めてGコードを掲載したことに伴い、1992年4月からの一時期、夕刊を二部紙の形式にし、テレビ面を別冊の「Gセクション」というページに掲載した。
  - 在京キー局の番組は1日半の番組表を当日夕方17時から放送終了までの分は最終面、翌朝開始から終了までの分は1面[注 5]に掲載していた。その他、ラジオ、関東の独立UHF放送局、衛星放送の当日夕方から夜間の番組表は中面に掲載されていた。
- その後、他の各新聞にもGコードを載せるようになったことから別冊は廃止され、夕刊は元の本体挿入の形式に戻している。また朝刊へのGコード掲載も始まった。なお、Gコードは地上デジタル放送には対応しないため、デジタル放送完全移行前の2011年7月23日付でGコードの掲載を終了した。